# Sara Conti
Pour les articles homonymes, voir Conti.
Sara Conti, née le 2 août 2000 à Alzano Lombardo est une patineuse artistique italienne qui patiné notamment en couple avec Niccolò Macii, son partenaire dans la vie privée. Elle est devenue championne d'Europe de 2023.

## Carrière sportive
Conti a commencé sa carrière en simple et remporte deux médailles de bronze à la Coupe Denkova-Staviski 2018 à Sofia et au Trophée Sofia 2019.
Au cours de la saison 2019/20, Conti change de discipline et s'associe à Niccolò Macii pour le patinage en couple ; le duo monte sur la troisième marche du podium aux Championnats d'Italie 2020, 2021 et 2022. Ils font leurs débuts sur le circuit du Grand Prix ISU lors du Grand-Prix d'Italie 2021, où ils se classent septièmes. Lors des championnats d'Europe de patinage artistique 2022 à Tallinn, ils finissent également septième avec un total de points de 168,90, derrière le couple Rebecca Ghilardi / Filippo Ambrosini. Ils ne sont pas qualifié pour les Jeux olympiques d'hiver de 2022 étant devancé par les paires italiennes Della Monica/Guarise et Ghilardi/Ambrosini.
Au cours de la saison 2022/23, Conti et Macii se sont qualifiés pour la finale du Grand Prix à Turin ayant remporté une médaille d'argent au trophée MK John Wilson et une médaille de bronze aux Internationaux Patinage Canada : la paire remporte le bronze avec un total de 187,02 points grâce à leur bonne performance sur le programme libre pour devancer les troisièmes du programme court, à savoir leurs compatriotes Ghilardi / Ambrosini. Aux championnats d'Italie 2023, ils remporte enfin leur premier titre national en décembre 2022.
En janvier 2023, ils deviennent champions d'Europe avec comme thème pour le programme court Oblivion et pour le programme long
le thème de Cinema Paradiso; deux mois plus tard, c'est une médaille de bronze aux mondiaux de Saitama au Japon.

## Palmarès
| Compétition                                                                           | 2020    | 2021    | 2022    | 2023    | 2024    | 2025    |  |  |  |  |  |  |  |  |  |  |  |  |
| Jeux olympiques d'hiver                                                               |         |         |         |         |         |         |  |  |  |  |  |  |  |  |  |  |  |  |
| Championnats du monde                                                                 | CA      |         | F       | 3e      | 6e      | 3e      |  |  |  |  |  |  |  |  |  |  |  |  |
| Championnats d'Europe                                                                 |         | CA      | 7e      | 1re     | 6e      | 2e      |  |  |  |  |  |  |  |  |  |  |  |  |
| Championnats d'Italie                                                                 | 3e      | 3e      | 3e      | 1re     | F       | 1re     |  |  |  |  |  |  |  |  |  |  |  |  |
|                                                                                       |         |         |         |         |         |         |  |  |  |  |  |  |  |  |  |  |  |  |
| Grand Prix ISU                                                                        | 2019/20 | 2020/21 | 2021/22 | 2022/23 | 2023/24 | 2024/25 |  |  |  |  |  |  |  |  |  |  |  |  |
| Finale du Grand Prix                                                                  |         | CA      | CA      | 3e      | 2e      | 4e      |  |  |  |  |  |  |  |  |  |  |  |  |
| Skate Canada                                                                          |         | CA      |         | 3e      |         |         |  |  |  |  |  |  |  |  |  |  |  |  |
| Coupe de Chine                                                                        |         |         | 7e      | 2e      |         | 1re     |  |  |  |  |  |  |  |  |  |  |  |  |
| Trophée de France                                                                     |         | CA      |         |         | 2e      | 2e      |  |  |  |  |  |  |  |  |  |  |  |  |
| Coupe de Russie                                                                       |         |         |         |         | 2e      |         |  |  |  |  |  |  |  |  |  |  |  |  |
| Légende : F = Forfait ; CA = Compétitions annulées à cause de la pandémie de Covid-19 |         |         |         |         |         |         |  |  |  |  |  |  |  |  |  |  |  |  |